# Lahn
Lahnul este un râu în Germania, cu o lungime de 242 de km, și unul dintre cei importanți afluenți ai râului Rin. Curge prin landurile Renania de Nord - Westfalia, Hessa și Renania-Palatinat.